# La tumba del pistolero
La tumba del pistolero ist ein im deutschen Sprachraum nicht gezeigter, früher spanischer Italowestern aus dem Jahr 1964, den Amando de Ossorio inszenierte.

## Handlung
Tom Bogarde kehrt nach seinem Jurastudium in Boston nach Pearson City zurück, wo er den Tod seines Briders Jack untersuchen will. Die Bewohner des Ortes begegnen ihm meist feindlich, da sie der Überzeugung sind, Jack habe das Mädchen Liz getötet, das seinen besten Freund, den Bankier Brandon, heiraten wollte. Brandon erzählt Tom, dessen Bruder sei der Anführer einer Verbrecherbande gewesen, die sich „Die Schwarzen Reiter“ nannte. Im Laufe der folgenden Tage findet Tom heraus, dass nicht nur er an dieser Version der Geschichte Zweifel hat. Als er bemerkt, dass die Saloonbesitzerin Lupe Blumen auf das Grab seines Bruders legt, beschließt er, der Sache auf den Grund zu gehen.
Jacks Grab erweist sich als leer.